# رالف يونغ
رالف يونغ (بالإنجليزية: Ralph Young)‏ هو لاعب كرة قاعدة أمريكي، ولد في 19 سبتمبر 1888 في فيلادلفيا في الولايات المتحدة، وتوفي بنفس المكان في 24 يناير 1965.

## وصلات خارجية
- رالف يونغ على موقعبيزبول رفرنس.كوم (الدوري الرئيسي) (الإنجليزية)
- رالف يونغ على موقعبيزبول رفرنس.كوم (الدوري الثانوي) (الإنجليزية)